# Боултон, Вольфрид Редьярд
Вольфрид Редьярд Боултон (1901—1983) — американский орнитолог, много работавший в Африке. В 1925 году участвовал в экспедиции в Анголу и вступил в первый брак. В последующие годы принял участие во многих экспедициях. В 1937—1946 — куратор птиц Филдовского музея естественной истории. Со Второй мировой войны и до отставки в 1958 году работал также в спецслужбах. Наблюдал за доставкой урановой руды из Бельгийского Конго для нужд Манхэттенского проекта. В 1958 покинул ЦРУ, в том же году скончалась вторая жена Боултона. В 1959 году вместе с третьей женой переехал в Родезию (позже она получила независимость и стала называться Зимбабве). Там он основал фонд Атлантика, поддерживавший орнитологов и частично финансировавшийся ЦРУ. Владел (и торговал) произведениями искусства. После провозглашения независимости Родезии и введения санкций международное финансирование фонда сошло на нет и он был закрыт. Боултон перенёс два удара, был прикован к инвалидной коляске. Умер в Зимбабве.
В честь Боултона назван вид гекконов Rhoptropus boultoni.

## Труды
- В 1933 году опубликовал детскую книгу Travelling with the Birds.